# Lucas Radebe
Lucas Valeriu Radebe, né le 12 avril 1969 à Soweto, est un ancien footballeur sud-africain au poste défenseur.
Il fait l'essentiel de sa carrière en club dans le championnat anglais, à Leeds United. Il compte 200 matchs avec Leeds United. Il connaît également toutes les grandes heures des Bafanas Bafanas, notamment le premier match de l'Afrique du Sud après la fin de l'apartheid, le 9 juillet 1992.
Surnommé The Chief (« Le Chef ») ou Rhoo, il est considéré comme le meilleur défenseur sud-africain de tous les temps, avec Mark Fish. En 2004, il est élu 54e dans un classement des « 100 plus grandes personnalités d'Afrique du Sud ».

## Biographie

### Enfance
Lucas Radebe naît dans le township Diepkloof de Soweto, près de Johannesbourg, dans une famille de onze enfants. Sa mère possède le club du quartier, le Diepkloof Leeds United.  Il fréquente la Bopasenatla Secondary School. Quand il a quinze ans, ses parents l'envoient au Bophuthatswana afin de l'éloigner de la violence du quartier où il réside. Là, il rejoint le club des ICL Birds et est repéré par des recruteurs qui lui permettent en 1989 de rejoindre l'un des meilleurs clubs d'Afrique du Sud, les Kaizer Chiefs.

### Kaizer Chiefs (1990-1994)
Lucas Radebe commence sa carrière avec les Kaizer Chiefs en tant que gardien de but, puis est devenu milieu de terrain et enfin défenseur central.
En 1994, lui et un autre joueur sud-africain, Phil Masinga, sont transférés à Leeds United pour une indemnité de transfert de 250 000 £. Radebe est alors seulement inclus dans l'accord de transfert pour aider à l'acclimation de Masinga en Angleterre.

### Leeds United (1994-2005)
Initialement, le transfert  à Leeds United n'est pas une réussite. Radebe n'est pas d'accord avec l'entraîneur Howard Wilkinson et des blessures l'empêchent de gagner une place de titulaire. Toutefois, lorsque Wilkinson est remplacé par George Graham, la carrière de Lucas Radebe prospère et il est même nommé capitaine de l'équipe pour la saison 1998-1999.
Alors qu'il est capitaine, Leeds connaît une période de succès relatif, terminant la saison 1998/1999 quatrième du championnat d'Angleterre de football et se qualifiant pour la Coupe UEFA. Au cours de la saison 1999-2000, Leeds termine troisième du championnat d'Angleterre de football et se qualifie pour la Ligue des Champions la saison suivante, où ils atteingnent les demi-finales. Pendant ce temps, Lucas refuse un transfert vers un club plus réputé comme Manchester United, AC Milan ou encore l'AS Rome. Alex Ferguson affirme à l'époque : « Tout le monde devrait être intéressé par Lucas ».
Cependant, en 2000, Lucas Radebe est régulièrement blessé au genou et à la cheville, ce qui le tient écarté des terrains presque deux ans. Par la suite a du mal à retrouver sa forme et sa place dans l'équipe.

## Palmarès

### En club
- Prix du fair play FIFA en 2000[7]

### En Sélection
- 70 sélections en équipe d'Afrique du Sud entre 1992 et 2003 (2 buts)
- Vainqueur de la CAN 1996
- Finaliste de la CAN 1998
- Participations aux coupes du monde 1998 et 2002

## Activités extra-sportives
Radebe est ambassadeur de la FIFA pour SOS Villages d'enfants.